# Сифон (техника)

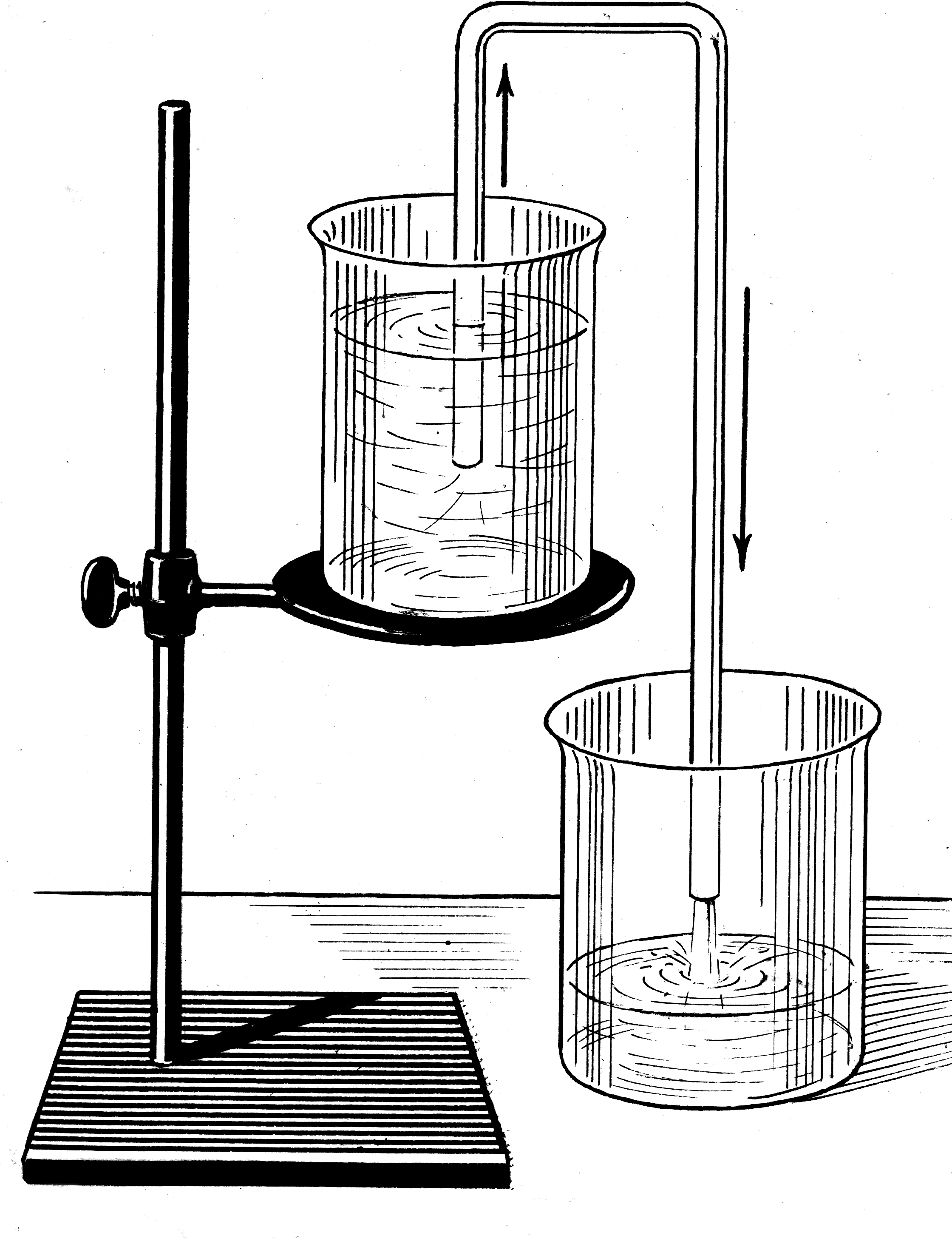
Принцип действия сифона

Сифон (от др.-греч. σίφων «трубка; насос») — изогнутая трубка с коленами разной длины, по которой жидкость поступает из сосуда с более высоким уровнем в сосуд с более низким уровнем жидкости. Для обеспечения работоспособности сифон необходимо предварительно заполнить жидкостью.
В Оксфордском словаре 1911 года издания было указано, что принцип действия сифона основан не на силе тяжести, а на атмосферном давлении, что не совсем верно.
Атмосферное давление лишь поддерживает непрерывность струи, препятствуя ей выливаться из колен сифона, что произошло бы из-за образования внутри трубки в верхней точке сифона давления ниже атмосферного, что могло бы привести к кипению воды.
В вакууме струя разрывается ввиду выделения из воды пузырьков воздуха.
Однако для воды, лишенной растворённых газов, струя сифона действует и в вакууме за счёт внутреннего сцепления молекул воды.
Непосредственно механизм сифона основан на разнице в весе водяных столбов и на внутреннем сцеплении жидкости.
Предельная разница высот, на которой действует сифон с реальной водой (то есть с растворёнными газами) при атмосферном давлении — 7 метров.